# دیادنیس لونا
دیادنیس لونا (اسپانیایی: Diadenis Luna‎؛ زادهٔ ۱۱ نوامبر ۱۹۷۵) جودوکار زن اهل کوبا بود.
وی در مسابقات کشوری و بین‌المللی در مجموع برندهٔ ۳ مدال طلا، ۱ مدال نقره، ۲ مدال برنز شده‌است.